# Lüneburg (Adelsgeschlecht)

Wappen der morganatischen Familie von Lüneburg

Lüneburg ist der Name eines seit 1625 bestehenden morganatischen Adelsgeschlechts, das in väterlicher Linie von den Welfen abstammt, namentlich vom herzoglichen Haus Braunschweig und Lüneburg, jedoch zum niederen Adel zählt.

## Geschichte des Adelsgeschlechts Lüneburg welfischer Abstammung
August der Ältere, Herzog von Braunschweig und Lüneburg, Bischof von Ratzeburg (* 1568; † 1636), hatte gemeinsam mit Ilsa Schmedecken (auch Ilse Schmidichen genannt) mehrere uneheliche Kinder: Catharina Elisabeth, Dorothea Sophia, Anna Maria, Clara Agnes, Ilsa Lucia, Ernst, Margaretha Sybilla, Georg und Friedrich Lüneburg. Diese wurden zu Wien am 9. Juli 1625 vom Kaiser legitimiert und am selben Tag gemeinsam mit ihrer Mutter unter dem Namen von Lüneburg in den Reichsadelsstand erhoben.
Ein Nachkomme einer der Söhne, Hans von Lüneburg, (* 1800; † 1861), geboren auf Gut Wathlingen (seit 1634 im Familienbesitz), Gutsbesitzer von Uetze (seit 1624 im Familienbesitz), war königlich hannoveranischer Rittmeister a. D. und seit 1837 mit Marianne von Mandelsloh (* 1812; † 1870) verheiratet. Aus der Ehe waren die beiden Söhne Hans und Georg hervorgegangen.
Der Erstgeborene, Hans (* 1848; † 1926), auf Uetze, war Ritterschafts-Deputierter und königlich sächsischer Premierleutnant a. D. Verheiratet war er seit 1880 mit Auguste von der Decken, mit der er die gemeinsame Tochter Ilse (* 1882; † 1968) hatte, die von 1901 bis 1911 mit dem Rittergutsbesitzer Albrecht Freiherr von Hammerstein-Equord (* 1863; † 1911) verheiratet war. Aus dem Witwenstand heiratete sie 1920 erneut: Frithjof von Hammerstein-Gesmold (* 1870; † 1944), ebenfalls ein Freiherr von Hammerstein.
Der jüngere Sohn, Georg (* 1853; † 1897), Besitzer von Gut Masendorf (seit 1792 im Familienbesitz), war königlich sächsischer Leutnant a. D. und seit 1877 mit Adelheid von der Decken (* 1854; † 1939) verehelicht. Aus der Ehe stammten die beiden Söhne Hans und Ernst.

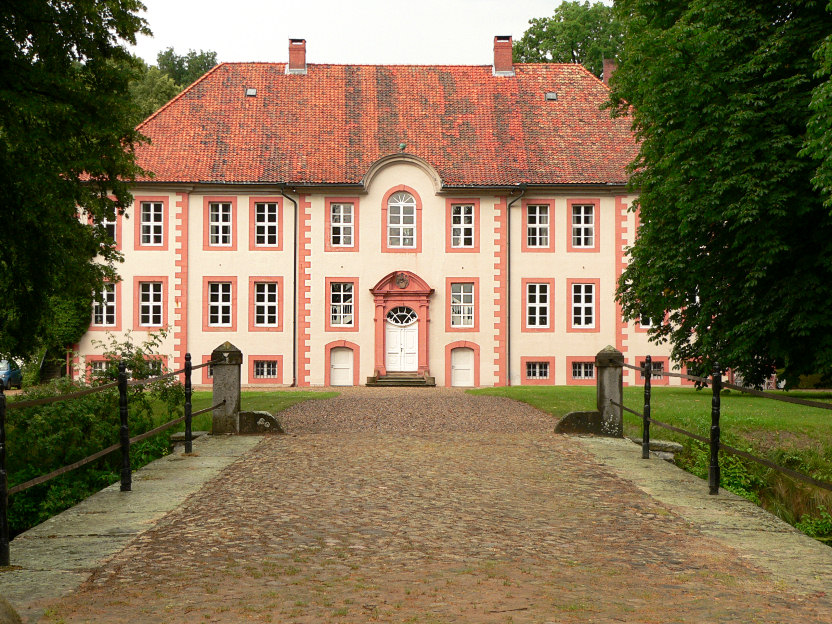
Schloss Essenrode

Der jüngere der beiden Söhne, Ernst (* 1881; † 1961), auf Gut Essenrode in Essenrode (seit 1831 im Familienbesitz), war Landschaftsrat des vormaligen Fürstentums Lüneburg und Oberstleutnant a. D. Er war seit 1948 der letzte männliche Vertreter des Mannesstammes, war nie verheiratet und hatte keine eigenen Kinder, nahm aber 1950 den Sohn Ernst (* 1940; † 2021) seiner Nichte Osterhold von dem Bussche-Haddenhausen, geb. von Lüneburg, unter seinem Namen an Kindes statt an, so dass der Geschlechtsname über eine Tochterlinie bis in die Gegenwart fortgeführt wird.
Der erstgeborene Sohn des Georg von Lüneburg und der Adelheid von der Decken, Hans (* 1878; † 1948), auf Masendorf, Wathlingen und Uetze, war königlich preußischer Oberförster a. D. und präsidierender Landschaftsrat des vormaligen Fürstentums Lüneburg. Seine Ehefrau war Anna von Klencke (* 1884; † 1961), mit der er seit 1908 verheiratet war. Aus der Ehe gingen die beiden Töchter Ilse und Osterhold hervor. Ilse (* 1910; † 1965), Erbin von Gut Wathlingen (heute Gut von Reden, auch Gut Lüneburg genannt), war seit 1934 die Gemahlin von Heinz-Henning von Reden, Regierungsrat a. D. Ihre jüngere Schwester Osterhold (* 1914; † 2010), Erbin von Gut Masendorf, war seit 1940 mit Hilmar Freiherr von dem Bussche-Haddenhausen verheiratet, der Assessor a. D. und staatlich geprüfter Landwirt war. Das Ehepaar wohnte auf Wathlingen. Aus der Verbindung ist Sohn Ernst Freiherr von dem Bussche-Haddenhausen hervorgegangen (* 1940, † 2021), der am 15. Dezember 1950 vertraglich in Celle von Ernst von Lüneburg (* 1881; † 1961), dem Bruder seines Großvaters Hans (bzw. Onkel seiner Mutter) unter dem Namen von Lüneburg adoptiert wurde. Der Vertrag wurde zu Gifhorn am 15. August 1951 amtsgerichtlich bestätigt. Ernst von Lüneburg (vormals Freiherr von dem Bussche-Haddenhausen) war Ingenieur für Landbau und der Erbe von Gut Essenrode, wo er auch mit seiner Familie lebte. 1981 hatte er drei Töchter: Sophie, Sitta und Anna, die sämtlich in den 1970er Jahren geboren wurden.

### Wappen
Das Wappen nach dem Adelsbrief von 1625: Schild geteilt; oben vor silbernem Grund ein wachsender zweischwänziger rotbewehrter blauer Löwe, begleitet von fünf (vorne drei, hinten zwei) roten Herzen (ähnlich Fürstentum Lüneburg), unten ein rotes Feld, ohne Bild; auf dem Helm mit rechts blau-silbernen, links rot-silbernen Decken eine goldengekrönte, mit einem naturfarbenen Pfauenstoß besteckte goldene Säule zwischen zwei von Rot und Silber übereckgeteilten Büffelhörnern.